# Jalisca Solier
Jalisca Solier (* 1997; † 26. Januar 2014) war ein international erfolgreiches Springpferd der Rasse Selle Français.
Sie wurde im Sport von dem Schweizer Weltklassereiter Steve Guerdat geritten und stand im Besitz von Yves Piaget.

## Sport

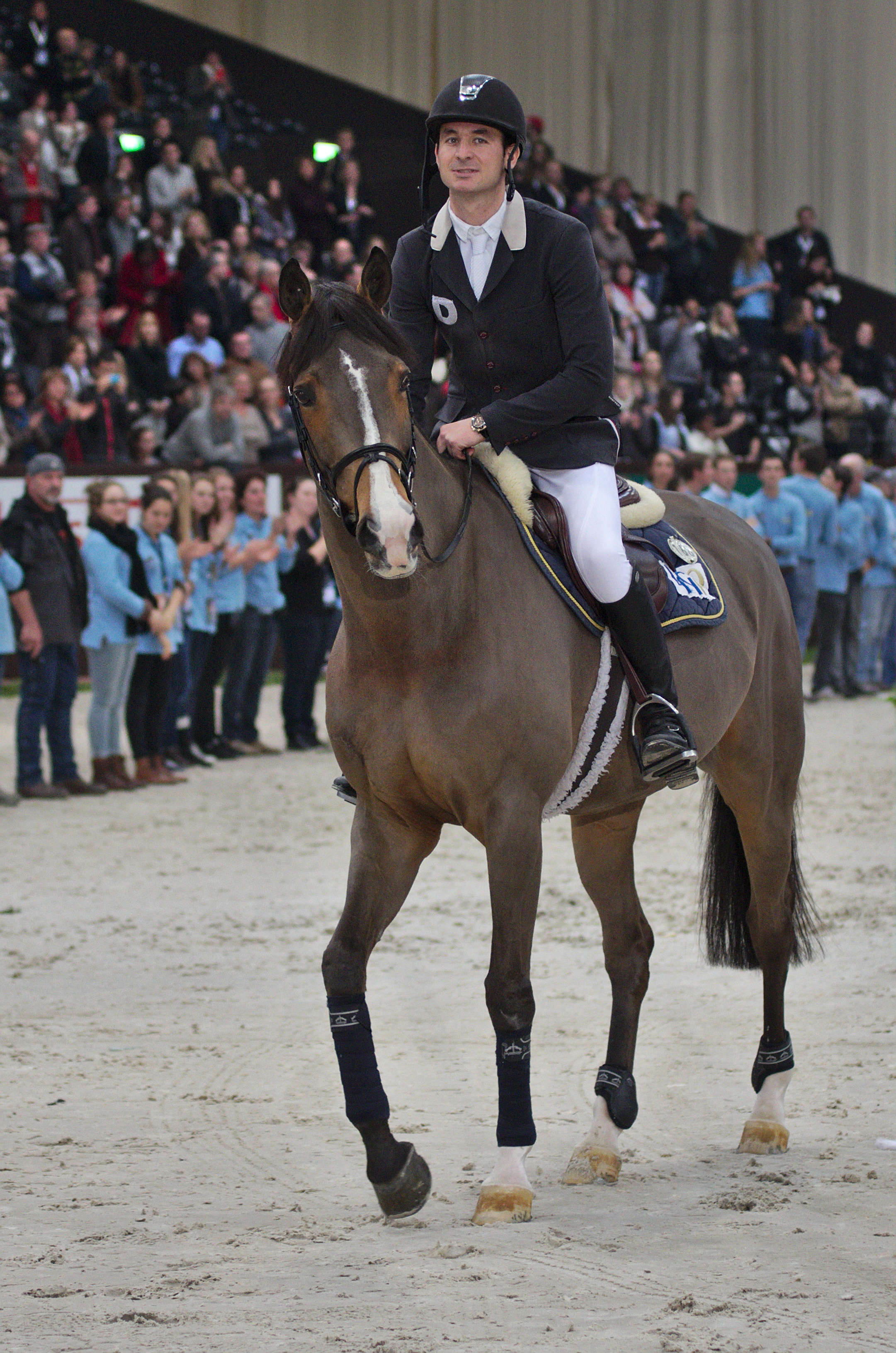
Jalisca Solier bei ihrer Verabschiedung, CHI Genf 2013

Mit Jalisca Solier schaffte Guerdat 2006 die Rückkehr an die Weltspitze.
Anfang 2007 erlitt die Stute eine Magenkolik und musste notoperiert werden. Da sie mehrere Monate pausieren musste, konnte sie nicht wie geplant bei der Europameisterschaft in Mannheim starten.
Bei den Olympischen Spielen 2008 gewann die Stute unter Guerdat Mannschaftsbronze, im Einzel belegte das Paar Platz 9.
Bei den Europameisterschaften 2009 in Windsor, bei denen sie Mannschaftsgold gewann, zog sich Jalisca Solier im ersten Finalumlauf eine Knochensplitterung zu, weshalb sie mehrere Monate aus dem Sport genommen wurde.
Im Rahmen des CHI Genf im Dezember 2013 wurde Jalisca Solier aus dem Sport verabschiedet. 
Sie sollte danach als Zuchtstute eingesetzt werden, doch am 26. Januar 2014 zog sie sich auf der Weide eine Fraktur zu und musste in der Folge eingeschläfert werden.

## Erfolge als Springpferd

### Championate und Weltcup
- Olympische Spiele
  - 2008: 3. Platz mit der Mannschaft + 9. Platz im Einzel
- Europameisterschaften:
  - 2009: 1. Platz mit der Mannschaft + 16. Platz im Einzel

### Weitere Erfolge (Auswahl)
- 2006: 4. Platz im Großen Preis von Paris-Porte de Versailles, 1. Platz in der Weltcupwertung von Genf (CSI-W)
- 2007: 1. Platz in der Weltcupwertung von Vigo (CSI-W), 3. Platz mit der Schweizer Mannschaft im Nationenpreis von Dublin (CSIO 5*)
- 2008: 2. Platz in der Weltcupwertung von Bordeaux (CSI 4*-W), 2. Platz in der Weltcupwertung von Verona (CSI 4*-W), 2. Platz in der Weltcupwertung von Stuttgart (CSI 5*-W), 2. Platz mit der Schweizer Mannschaft im Nationenpreis von St. Gallen (CSIO 5*)
- 2009: 1. Platz im Großen Preis von Ascona (CSI 3*), 1. Platz mit der Schweizer Mannschaft im Nationenpreis von La Baule (CSIO 5*), 3. Platz im Nationenpreis von St. Gallen (CSIO 5*)
- 2010: 1. Platz im Großen Preis von Donaueschingen (CSI 3*), Sieg im Welt-Top-10-Finale in Genf (CSI 5*-W)
- 2011: 2. Platz im Nationenpreis von St. Gallen (CSIO 5*)
- 2012: 3. Platz im Großen Preis von Amsterdam (CSI 4*)